# Верх-Нейвінський
Верх-Не́йвінський (рос. Верх-Нейвинский) — селище міського типу, центр та єдиний населений пункт Верх-Нейвінського міського округу Свердловської області. Одне з найстаріших поселень Уралу. Час заснування датують 1662 роком.

## Назва

### Етимологія
Селище Верх-Нейвінський отримало свою назву від Верх-Нейвінського залізоробного заводу, який діяв тут в XVIII—XX століттях. Своєю чергою, завод був названий по географічному розташуванню — верхів'ї річки Нейви.
Існує три версії походження гідроніма «Нейва».
- Згідно з першою версією, «Нейва» — це змінений варіант старої назви обсько-угорського походження «Нев'я» (від хант. нэви, нөвы — «білий», «чистий», від манс. я̄ — «річка», тобто «чиста річка»).
- Згідно з другою версією, гідронім «Нейва» прийшов з мови комі: ниа — «модрина», ва — «річка», тобто «річка в лісі модрини».
- За третьою версією, Нейва отримала свою назву завдяки промисловцеві Микиті Демидову. Він назвав річку співзвучно з Невою, ставлячи себе на місце Петра I за заслуги перед Вітчизною.

### Правопис

#### Російською мовою
Сучасна російська назва Верх-Нейвинский це складне найменування, яке складається з двох частин і починається на верх-.
Також використовується коротке найменування Верх-Нейвінськ.
Таким чином найменування являє собою субстантивований прикметник від старого найменування Верх-Нейвінський завод. Багато селищ-заводів іменувалися аналогічним чином:
- Нижньотагільський завод — Нижній Тагіл,
- Нев'янський завод — Нев'янськ.

Змінивши статус із заводського селища на місто, назви цих населених пунтів скоротилися до іменників (рідше словосполучень), втративши закінчення прикметника -ий. Верх-Нейвінський не був перетворений в місто і зберіг своє початкове ім'я.

#### Українською мовою
Українська назва Верх-Нейвінський фактично співзвучна з російською і являє собою кальку з російської мови. Іноземні назви в українській мові допустимо не видозмінювати (приклад: російське місто Бєлгород з точки зору української орфографії розумно було б іменувати Білгород, як і Білгород-Дністровський, але літературною є саме перша форма).
Особливість іменування селища в тому, що субстантивований прикметник Верх-Нейвінський співзвучний зі статусом цього населеного пункту: селище російською буде посёлок, тобто обидва слова в чоловічому роді (посёлок Верх-Нейвинский). Українське слово селище середнього роду, тоді логічно було б іменувати населений пункт теж в середньому роді — селище Верх-Нейвінське.

## Географія

### Розміщення
Верх-Нейвінський розміщений на Середньому Уралі, в 15 км на схід від кордону між Європою та Азією, в верхній течії річки Нейви, на березі однойменного ставка.

## Населення
Населення — 4745 людин (2021, 5098 у 2010, 5242 у 2002).

## Освіта
- МАОЗ «Середня школа ім. А. Н. Арапова»
- ДОЗ «Центр додаткової освіти для дітей»

## Культура
В Верх-Нейвінськом діяльністю по дослідженню та збереженню традиційної народної культури, вивчення історії краю займаються кілька організацій:
- Центр культурно-дозвіллєвої та спортивної діяльності,
- Верх-Нейвінський історико-краєзнавчий музей,
- Верх-Нейвінська міська бібліотека.

## Релігія
Переважна частина населення — православні християни. Діє храм Воскресіння Господнього.

## Економіка

### Промисловість
- Філія «Виробництво сплавів кольорових металів» АТ «Уралелектромідь»
- ООО «Інтер» — завод по переробці і утилізації відходів

### Транспорт
- Зализниця: залізнична станція Верх-Нейвінськ
- Газ: газорозподільна станція Верх-Нейвінський, магістральний газопровід йде з Сибіру

## Відомі люди
- Арапов Олексій Назарович — учасник Другої світової війни, Герой Радянського Союзу.